# Æthelred (roi du Wessex)
Vous lisez un « bon article » labellisé en 2020.
Pour les articles homonymes, voir Æthelred.
Æthelred ou Ethelred est roi du Wessex de 865 à sa mort, en 871. Il est parfois appelé Æthelred Ier pour le distinguer du roi d'Angleterre Æthelred le Malavisé.
Quatrième fils du roi Æthelwulf, Æthelred succède à son frère aîné Æthelberht sur le trône. Son bref règne est principalement marqué par la lutte contre les vikings de la Grande Armée, qui envahissent le Wessex en 870. Æthelred et son frère cadet Alfred sont vaincus à la bataille de Reading en janvier 871, mais ils remportent la bataille d'Ashdown quatre jours plus tard. Deux autres défaites s'ensuivent pour les Anglais, à Basing fin janvier et à Meretun deux mois plus tard. Æthelred collabore par ailleurs avec le royaume voisin de Mercie, sur lequel règne son beau-frère Burgred, en alignant ses monnaies sur les siennes. C'est la première frappe monétaire commune à tout le sud de l'Angleterre.
Æthelred meurt peu après le jour de Pâques de l'an 871, alors qu'il n'a pas trente ans, et il est enterré à Wimborne Minster, dans le Dorset. Bien qu'il laisse deux fils, Æthelhelm et Æthelwold, c'est Alfred qui lui succède en raison de leur jeune âge. Æthelwold tente de s'emparer du pouvoir après la mort d'Alfred, en 899, mais il échoue et le trône se transmet par la suite parmi les descendants d'Alfred. La lignée d'Æthelred se poursuit au moins jusqu'au début du XIe siècle.

## Contexte
En 802, le grand-père d'Æthelred, Ecgberht, monte sur le trône du Wessex. Ce lointain descendant de Cerdic, fondateur légendaire de la lignée royale du Wessex, devient le premier souverain en plus d'un siècle à léguer le royaume à son fils à sa mort,. L'Angleterre est à cette époque presque entièrement contrôlée par les différents royaumes anglo-saxons, dont le plus puissant est celui de Mercie, basé dans les Midlands. Cette suprématie prend fin en 825, lorsque Ecgberht inflige une défaite décisive au roi Beornwulf de Mercie à la bataille d'Ellendun. Les anciens royaumes du sud-est de l'île (Kent, Essex, Surrey et Sussex) passent ainsi sous l'autorité d'Ecgberht, qui les confie à son fils Æthelwulf. Le Wessex proprement dit et les régions du sud-est restent deux entités distinctes, même si Æthelwulf occupe une position subalterne vis-à-vis de son père.
Les années 830 sont marquées par les raids vikings sur les côtes anglaises. À la mort d'Ecgberht, en 839, Æthelwulf devient roi du Wessex et confie le sous-royaume du sud-est à son fils aîné Æthelstan. Æthelstan disparaît des sources après sa victoire sur les vikings à Sandwich en 850 ; l'année suivante, c'est aux côtés de son deuxième fils Æthelbald qu'Æthelwulf remporte la bataille d'Aclea (lieu non identifié) contre ces mêmes vikings. Son règne voit par ailleurs l'amélioration des relations avec la Mercie des rois Beorhtwulf et Burgred, elle aussi confrontée aux vikings. Burgred épouse Æthelswith, la fille d'Æthelwulf, en 853.

Le Wessex sous le règne d'Æthelred.

## Biographie

### Origines

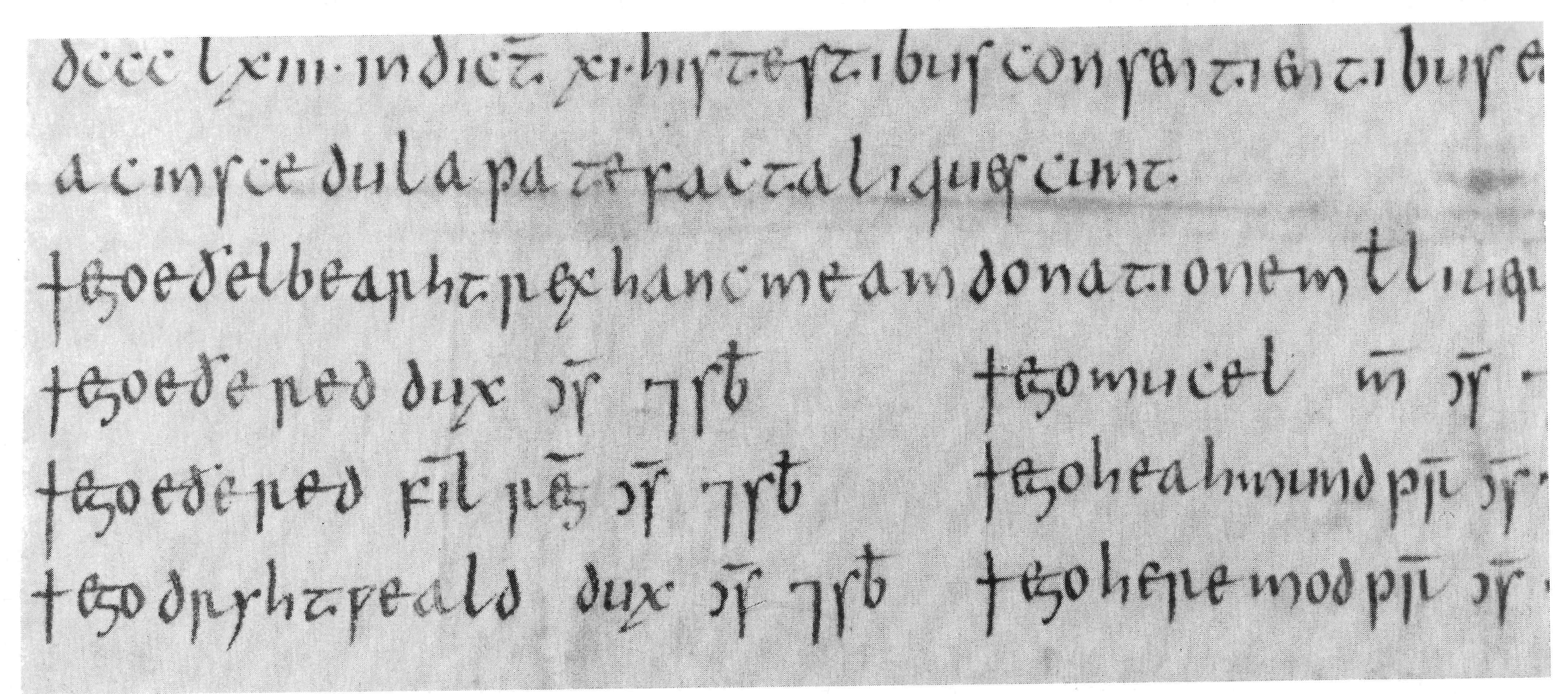
Détail d'une charte d'Æthelberht (S 332) datée de 863. Æthelred y témoigne en troisième position, après le roi et un ealdorman aussi nommé Æthelred.

Æthelred est le quatrième des cinq fils du roi du Wessex Æthelwulf et de sa première femme Osburh. Il a trois frères aînés, Æthelstan, Æthelbald et Æthelberht, un frère cadet, Alfred, et une sœur, Æthelswith. Sa date de naissance ne figure pas dans les sources. Sean Miller considère qu'il est plus vieux qu'Alfred d'un an, ce qui le ferait naître vers 847-848. Richard Abels le voit un peu plus âgé en estimant qu'il est âgé de huit ans environ en 853.
Sous l'année 853, la Chronique anglo-saxonne indique que le jeune Alfred est envoyé à Rome par son père et qu'il y est sacré roi par le pape Léon IV. En réalité, aucun sacre n'a eu lieu, comme l'explique une lettre adressée par Léon à Æthelwulf dans laquelle le pape explique avoir accordé à Alfred les insignes du consulat. Le liber vitæ de l'abbaye Saint-Sauveur de Brescia enregistre le nom d'Alfred, mais aussi celui d'Æthelred, ce qui implique que les deux frères ont fait le voyage de Rome en 853. Il est vraisemblable que le pape lui ait conféré à lui aussi les insignes consulaires. Le récit de la Chronique, produit à la cour d'Alfred dans les années 890, cherche logiquement à exalter le roi du moment au détriment de son frère aîné,.
Æthelred apparaît sur les chartes de son père à partir de 854 (S 308), avec le titre de « fils du roi » (filius regis). Ce titre lui reste associé sous les règnes de ses frères aînés Æthelbald (858-860) et Æthelberht (860-865). Il commence cependant à émettre des chartes comme roi des Ouest-Saxons dès 862-863 (S 335 et 336). Dans la mesure où il continue à témoigner sur les chartes de son frère aîné (par exemple S 333 en 864) et où les sources ne mentionnent aucun conflit entre eux, il semble qu'une forme de partage du pouvoir entre les deux frères soit en place, Æthelred régnant peut-être en l'absence d'Æthelberht,.

### Règne

#### Affaires domestiques

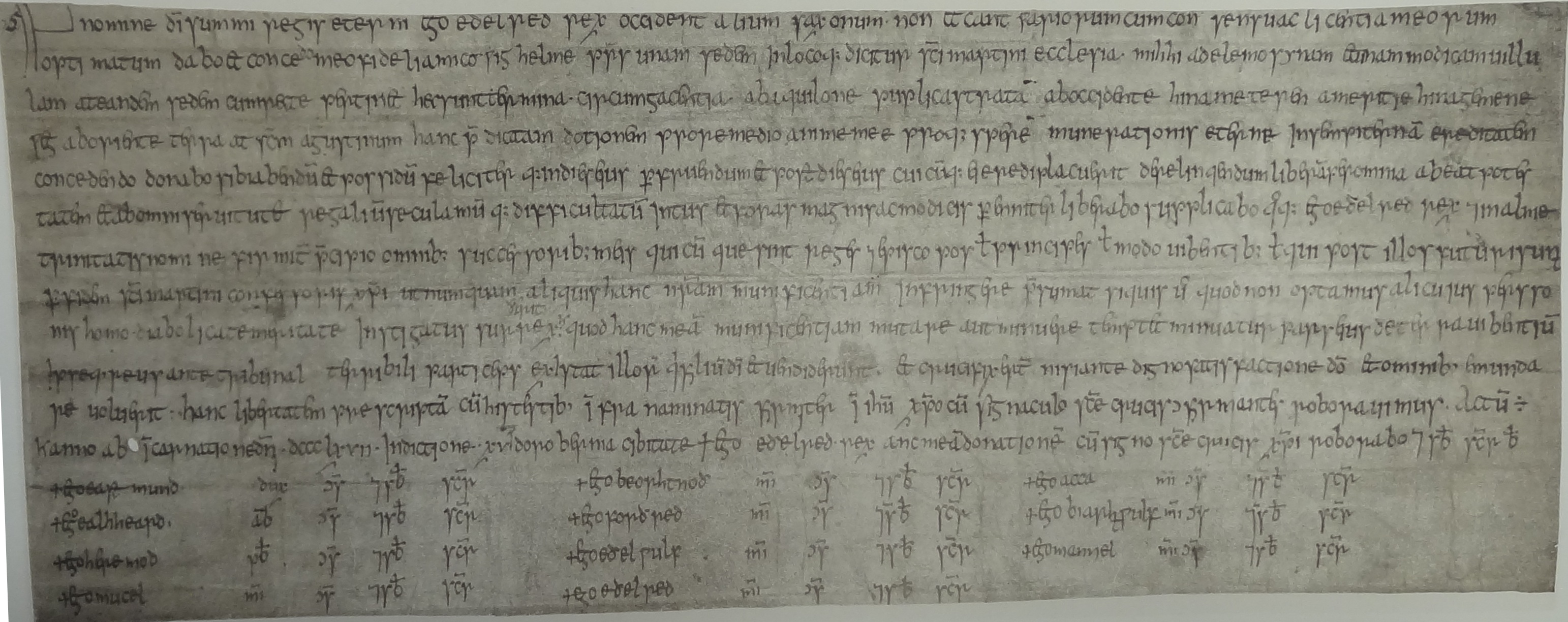
Cette charte de 867 (S 338) enregistre une donation d'Æthelred au presbytère Wighelm. C'est la seule charte d'Æthelred qui subsiste sous sa forme d'origine, les autres ne sont connues que par des copies ultérieures.

Æthelred devient roi à la mort d'Æthelberht, en 865. Ses chartes lui attribuent différents titres : « roi des Ouest-Saxons » dans cinq d'entre elles, « roi des Ouest-Saxons et des hommes du Kent » dans deux, « roi des Saxons » et « roi » tout court dans une chacun. Il apparaît également comme « roi des Ouest-Saxons » dans la liste des témoins d'une charte (S 1201) émise par sa sœur, la reine de Mercie Æthelswith, en 868,. Les chartes d'Æthelred et de ses frères présentent une unité de style qui suggère qu'elles sont issues d'un atelier unique.
Une charte d'Æthelred datée de 868 (S 340) mentionne une « reine Wulfthryth » (Wulfthryth regina) qui doit être sa femme,. Elle est vraisemblablement la mère de ses deux fils Æthelhelm et Æthelwold. Elle pourrait d'être d'origine mercienne, à moins qu'elle ne soit la sœur de l'ealdorman du Wiltshire Wulfhere. Ce dernier se voit privé de toutes ses terres vers 878 pour avoir déserté le roi Alfred. Il est possible qu'il ait cherché l'appui des vikings pour placer son neveu Æthelhelm sur le trône. Le titre attribué à Wulfthryth dans la charte S 340 est remarquable, car les épouses des rois ouest-saxons du IXe siècle (certes mal attestées pour la plupart) ne sont quasiment jamais décrites comme des reines. Dans son Histoire du roi Alfred, le moine Asser justifie le statut réduit de la femme du roi au Wessex en rapportant l'histoire d'Eadburh, une reine de la fin du VIIIe siècle au comportement détestable. Qu'il s'agisse de la cause ou d'une explication a posteriori de cette particularité, le fait est que Wulfthryth et Judith (deuxième épouse d'Æthelwulf et arrière-petite-fille de Charlemagne) sont les seules femmes connues ayant porté le titre de reine au Wessex au IXe siècle.
Dans son testament, Alfred rapporte que son père Æthelwulf a légué plusieurs domaines en commun à ses trois fils Æthelbald, Æthelred et Alfred, en stipulant que cet héritage doit revenir in fine au dernier encore en vie. À la mort d'Æthelbald, en 860, ses deux frères acceptent de confier leur part d'héritage à leur frère Æthelberht qui est censé la leur rendre intacte. Lorsque Æthelred monte sur le trône, Alfred demande à récupérer la part d'héritage qui lui revient lors d'une réunion du witan. Le nouveau roi lui répond qu'il a tenté à plusieurs reprises de diviser leur héritage, mais que la tâche est trop complexe, et s'engage à lui en remettre l'intégralité à sa mort. Le sens qu'il faut donner à ce récit est débattu par les historiens. Pour certains, l'héritage d'Æthelwulf correspond à l'intégralité de son bocland, c'est-à-dire les terres qui lui appartiennent en propre (par opposition au folcland, les terres devant financer les opérations de la couronne qui se transmettent suivant la coutume) et que ses dispositions reflètent son désir de voir ses fils se succéder sur le trône,. D'autres historiens considèrent que l'héritage n'a rien à voir avec la transmission du pouvoir. Pour Alfred Smyth, Æthelwulf aurait simplement cherché à assurer la subsistance de ses plus jeunes fils, l'aîné Æthelbald jouant le rôle de mandataire et de bénéficiaire dans l'éventualité de leur mort prématurée. À la mort d'Æthelred, les partisans de ses fils exigent qu'Alfred partage son héritage avec eux, mais Alfred fait lire publiquement le testament de son père devant le witan pour défendre ses droits à la totalité de l'héritage. Cette dispute suggère que les deux frères entretiennent de mauvaises relations, ce que la rareté des apparitions d'Alfred sur les chartes d'Æthelred pourrait confirmer. D'après Pauline Stafford, Æthelred aurait accordé le rang de reine à Wulfthryth pour renforcer les droits de leurs fils sur le trône.

#### Monnaies

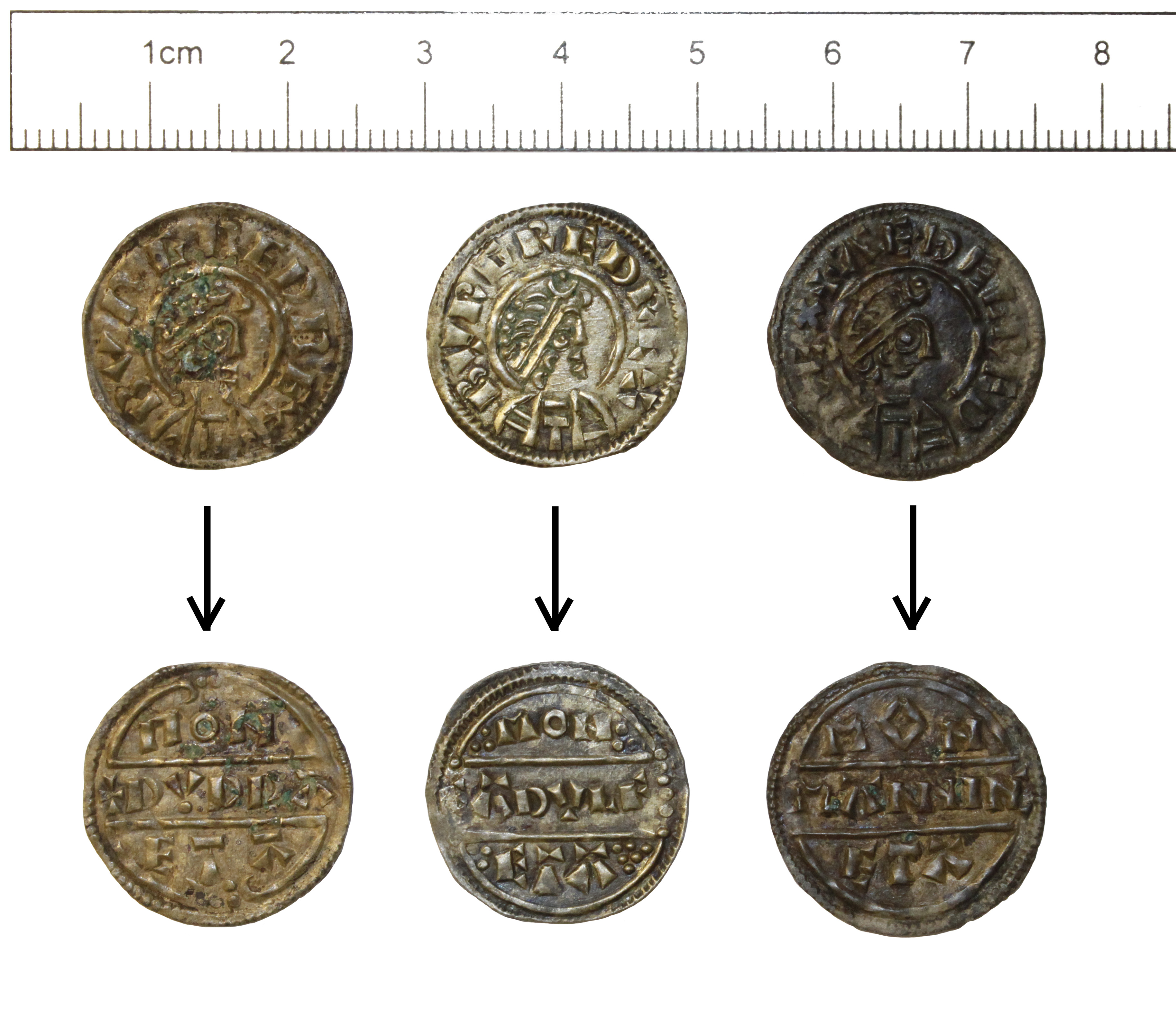
Trois pièces d'argent de type à lunette retrouvées dans le Cambridgeshire. Les deux premières sont à l'effigie de Burgred et la troisième à celle d'Æthelred.

Au IXe siècle, les seules pièces frappées dans le sud de l'Angleterre sont des pennies en argent. Dans un article de 2007, les numismates Adrian W. Lyons et William A. Mackay dénombrent 152 pièces au nom d'Æthelred, frappées par 32 monnayeurs différents, auxquelles s'ajoutent 10 pièces au nom de l'archevêque de Cantorbéry Ceolnoth, mort en 870. À leurs yeux, le règne d'Æthelred constitue un pivot dans le développement de la monnaie anglaise. Ses premières pièces présentent un motif similaire à la série de pennies à la croix fleurie (Floriate Cross) de son prédécesseur Æthelberht. Il abandonne rapidement ce motif au profit de celui employé par son beau-frère Burgred de Mercie, de type à lunette (Lunettes). C'est la première fois qu'une émission monétaire commune a lieu dans tout le sud de l'Angleterre. Lyons et Mackay voient dans cette décision le début d'un processus qui conduit à la grande réforme monétaire d'Edgar, dans la seconde moitié du Xe siècle, et présage l'unification de l'Angleterre sous un seul roi.
Cet alignement de la frappe ouest-saxonne sur celle de la Mercie donne lieu à une sorte d'union monétaire dans tout le sud de l'Angleterre et renforce l'imbrication des intérêts économiques des deux royaumes, ainsi que leur alliance contre les vikings. Dans les trésors ouest-saxons enfouis avant cet alignement, les pièces qui ne proviennent pas du Wessex sont rares. La situation s'inverse après l'alignement : les trésors qui contiennent des pièces d'Æthelred en contiennent toujours davantage qui viennent de Mercie. Plusieurs facteurs permettent d'expliquer la décision d'Æthelred : la longévité du motif à lunette, en usage depuis plus de douze ans ; sa simplicité, qui le rend facile à copier ; et la puissance supérieure de l'économie mercienne.
La majeure partie des pièces connues d'Æthelred appartiennent à la série à lunette régulière. Cela représente 118 pièces frappées par 21 monnayeurs, dont 6 au moins ont également travaillé pour Burgred. Elles proviennent principalement des ateliers de Cantorbéry ; quelques-unes ont été frappées dans la ville mercienne de Londres, et une seule provient du Wessex. Elles se distinguent par la régularité et la qualité de leur dessin. Quelques pièces s'écartent de cette norme. Une frappe particulièrement malhabile pourrait refléter une perte de contrôle de qualité à la fin du règne d'Æthelred causée par les attaques vikings. La série à lunette se poursuit brièvement au début du règne d'Alfred, mais ce motif disparaît des trésors enfouis à partir du milieu des années 870.

#### La lutte contre les vikings

Les raids de la Grande Armée en Grande-Bretagne (865-878).

L'année 865 est marquée par l'arrivée en Angleterre de la Grande Armée, qui marque une nouvelle phase des raids vikings, plus fréquents et plus intenses. Le royaume de Northumbrie est conquis en l'espace de quelques années par les envahisseurs qui se tournent ensuite vers la Mercie, le voisin septentrional du Wessex. En 868, le roi mercien Burgred fait appel aux Saxons de l'Ouest contre les vikings, qui se sont emparés de la ville de Nottingham. Æthelred et Alfred se portent à son aide avec une grande armée, mais c'est en vain qu'ils assiègent Nottingham. En fin de compte, le départ des vikings doit être acheté par les Anglais,.
En décembre 870, après avoir conquis l'Est-Anglie, la Grande Armée, dirigée par les rois Bagsecg et Halfdan Ragnarsson, franchit la Tamise et pénètre dans le Wessex. Ils établissent leur campement à Reading, dans le Berkshire, et envoient un détachement en reconnaissance. Tandis qu'Æthelred lève une armée pour les affronter, l'ealdorman local, Æthelwulf, réussit à la tête de troupes locales à intercepter le détachement ennemi à Englefield, à quelques kilomètres à l'ouest de Reading. La bataille d'Englefield, qui se déroule le 31 décembre 870, se solde par une victoire anglaise.
Quatre jours plus tard, le 4 janvier 871, l'armée réunie par Æthelred et Alfred rejoint les forces d'Æthelwulf pour se lancer à l'assaut de Reading. La bataille de Reading commence à l'avantage des Ouest-Saxons, qui parviennent à atteindre les portes de la résidence royale, mais les vikings les repoussent et restent maîtres du champ de bataille, causant de lourdes pertes aux Anglais. L'ealdorman Æthelwulf est tué, tandis qu'Æthelred et Alfred parviennent à s'échapper. D'après le chroniqueur du XIIe siècle Geoffroy Gaimar, ils ne doivent leur salut qu'à leur connaissance du terrain qui leur permet de franchir la Loddon à gué à Twyford avant de se réfugier à Whistley Green, à sept kilomètres à l'est de Reading.
Un nouvel affrontement entre les deux armées se produit quatre jours plus tard, le 8 janvier, en un endroit indéterminé dans les Berkshire Downs, mais cette fois, ce sont les Ouest-Saxons qui sortent victorieux de la bataille d'Ashdown. Les vikings y perdent cinq comtes, ainsi que Bagsecg, l'un de leurs deux rois. D'après Asser, le biographe d'Alfred le Grand, Æthelred est encore en train de prier dans sa tente lorsque l'affrontement débute, si bien qu'Alfred doit lutter seul contre les vikings à la tête de sa moitié de l'armée. Ce n'est qu'une fois ses oraisons finies que le roi se porte au secours de son frère cadet, permettant aux Anglais d'emporter la victoire. L'historien Richard Abels suggère qu'il s'agissait peut-être de son intention dès le début et qu'Asser cherche à glorifier Alfred en lui attribuant la majeure partie du mérite.
Une quatrième bataille prend place le 22 janvier à Old Basing, un domaine royal situé à une vingtaine de kilomètres au sud de Reading. Cette fois, ce sont les vikings qui remportent cette bataille de Basing. C'est le dernier affrontement d'ampleur pour deux mois : les deux armées ont vraisemblablement besoin de refaire leurs forces, et l'hiver ne se prête pas aux grandes campagnes. Vers la fin du mois de mars, les Anglais sont à nouveau battus à la bataille de Meretun (lieu incertain) et subissent de lourdes pertes, dont l'évêque de Sherborne Heahmund,. Leur situation est encore compliquée par l'arrivée de renforts vikings : une « grande armée d'été » remonte la Tamise pour rejoindre les forces de Halfdan à Reading.

### Mort et succession

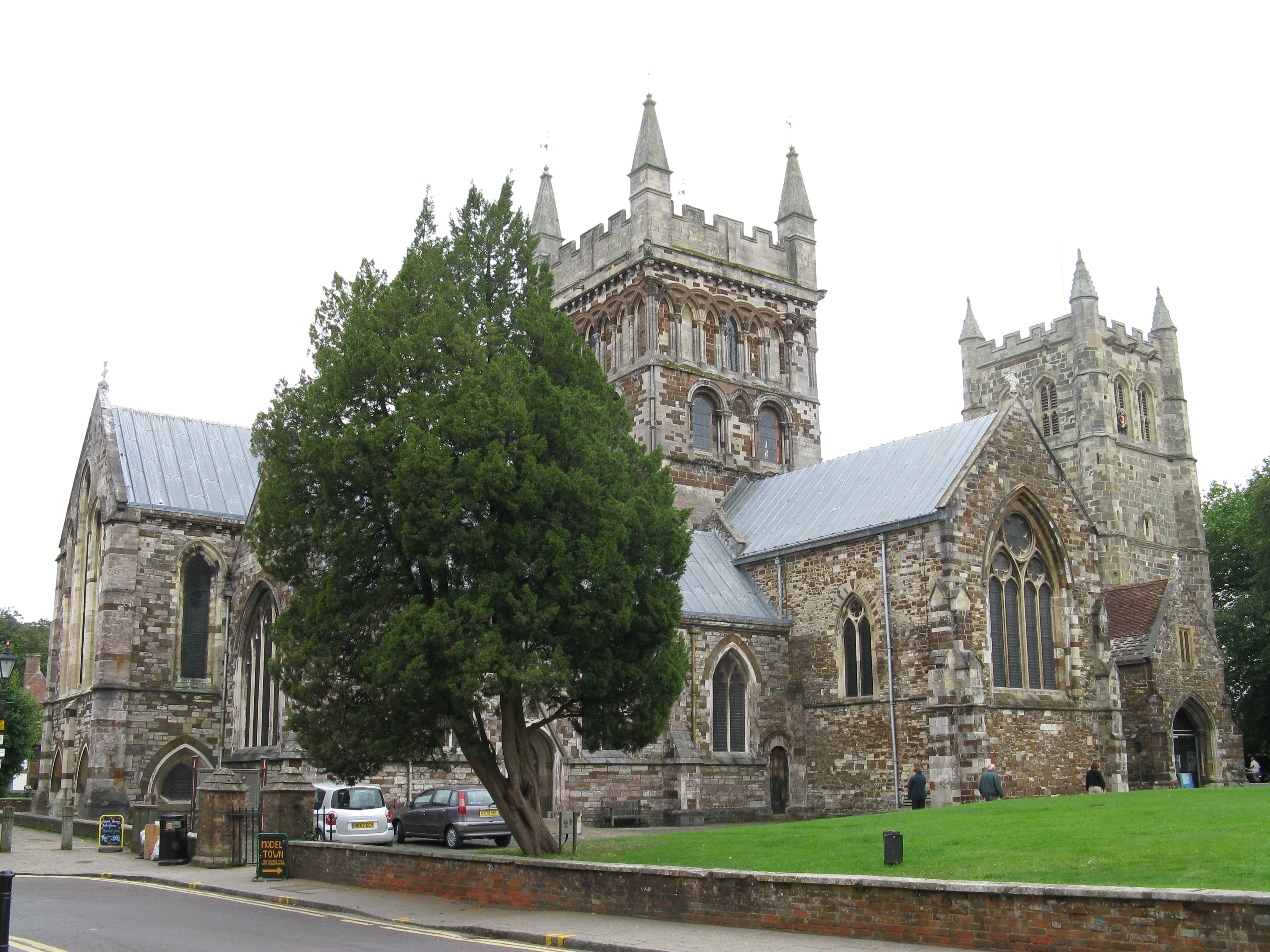
L'église de Wimborne Minster.

Æthelred meurt à une date inconnue en 871, « après Pâques » d'après Asser, qui tombe le 15 avril cette année-là. Il pourrait avoir succombé à des blessures reçues à la bataille de Meretun. Asser précise également qu'il est inhumé à Wimborne Minster, dans le Dorset. L'abbaye de Wimborne (en) est étroitement liée à la maison de Wessex, puisqu'elle a été fondée par Cuthburh, sœur du roi Ine, au début du VIIIe siècle,. Tandis qu'Alfred assiste aux funérailles de son frère, les Ouest-Saxons subissent une nouvelle défaite contre les vikings à Reading. Battu à son tour à Wilton, Alfred doit acheter le départ des vikings, qui se retirent à Londres. Ils repassent à l'offensive en 876 et contraignent Alfred à se réfugier dans les marécages d'Athelney, d'où il mène les Anglais dans des opérations de guérilla jusqu'à sa victoire décisive à la bataille d'Ethandun en 878.
Bien qu'Æthelred laisse deux fils, c'est Alfred qui monte sur le trône en 871, un souverain adulte étant plus à même d'assurer la défense du royaume. Tandis qu'Æthelhelm disparaît des sources au milieu des années 880, Æthelwold tente en vain de s'emparer du trône après le décès d'Alfred en 899 et trouve la mort au combat à la bataille du Holme en 902. La lignée d'Æthelred est encore représentée aux Xe et XIe siècles par l'ealdorman Æthelweard, qui se décrit comme un descendant du roi Æthelred dans sa traduction latine de la Chronique anglo-saxonne, son fils Æthelmær Cild, lui aussi ealdorman, et son petit-fils Æthelnoth, qui est archevêque de Cantorbéry de 1020 à 1038.

### Sources primaires
- (la) Asser (trad. du latin par Alban Gautier), Histoire du roi Alfred, Paris, Les Belles Lettres, 2013, 277 p. (ISBN 978-2-251-34063-0).
- (en) Michael Swanton (trad.), The Anglo-Saxon Chronicle, Routledge, 1996, 363 p. (ISBN 0-415-92129-5).

### Sources secondaires
- (en) Richard Abels (en), Alfred the Great : War, Kingship and Culture in Anglo-Saxon England, Longman, 1998 (ISBN 0-582-04047-7).
- (en) Richard Abels, « Royal Succession and the Growth of Political Stability in Ninth-Century Wessex », The Haskins Society Journal: Studies in Medieval History, Boydell & Brewer, vol. 12,‎ 2002, p. 83-97 (ISBN 1-84383-008-6).
- (en) David Dumville, « The Ætheling, a Study in Anglo-Saxon constitutional history », Anglo-Saxon England, vol. 8,‎ 1979.
- (en) Stephanie Hollis, Anglo-Saxon Women and the Church : Sharing a Common Fate, Woodbridge, Boydell Press, 1992, 323 p. (ISBN 978-0-85115-317-9).
- (en) Simon Keynes, « The West Saxon Charters of King Æthelwulf and His Sons », English Historical Review, vol. 109,‎ 1994, p. 1109-1149 (DOI 10.1093/ehr/cix.434.1109).
- (en) Adrian W. Lyons et William A. Mackay, « The Coinage of Æthelred I (865-871) », British Numismatic Journal, vol. 77,‎ 2007, p. 71-118 (ISSN 0143-8956).
- (en) Sean Miller, « Æthelred [Ethelred] (d. 871) », dans Oxford Dictionary of National Biography, Oxford University Press, 2004 (lire en ligne ).
- (en) Rory Naismith, Money and Power in Anglo-Saxon England : The Southern English Kingdoms, 757–965, Cambridge University Press, 2012 (ISBN 978-1-107-66969-7).
- (en) Janet L. Nelson, « Reconstructing a Royal Family : Reflections on Alfred from Asser, Chapter 2 », dans Ian Wood et Niels Lund (éd.), People and Places in Northern Europe 500-1600 : Essays in Honour of Peter Hayes Sawyer, Woodbridge, Boydell Press, 1996 (ISBN 978-0-851-15547-0), p. 48-66.
- (en) Janet L. Nelson, « Æthelwulf (d. 858) », dans Oxford Dictionary of National Biography, Oxford University Press, 2004 (lire en ligne ).
- (en) Alfred P. Smyth, King Alfred the Great, Oxford, Oxford University Press, 1995, 744 p. (ISBN 0-19-822989-5).
- (en) Pauline Stafford, « Succession and Inheritance : A Gendered Perspective on Alfred's Family History », dans Timothy Reuter (éd.), Alfred the Great, Aldershot, Ashgate, 2003 (ISBN 978-1-138-24830-4), p. 251-264.
- (en) Frank M. Stenton, Anglo-Saxon England, Oxford, Clarendon Press, 1971, 765 p. (ISBN 0-19-821716-1).
- (en) Alan Thacker, « Dynastic Monasteries and Family Cults », dans N. J. Higham et D. H. Hill (éd.), Edward the Elder 899–924, Abingdon, Routledge, 2001 (ISBN 978-0-415-21497-1), p. 248-263.
- (en) Patrick Wormald, « Kingship and Royal Property from Æthelwulf to Edward the Elder », dans N. J. Higham et D. H. Hill (éd.), Edward the Elder 899–924, Abingdon, Routledge, 2001 (ISBN 978-0-415-21497-1), p. 264-279.
- (en) Patrick Wormald, « Alfred (848/9–899) », dans Oxford Dictionary of National Biography, Oxford University Press, 2006 (lire en ligne ).
- (en) Barbara Yorke, Wessex in the Early Middle Ages, Leicester University Press, 1995, 367 p. (ISBN 0-7185-1856-X).